# Matthew Butler
Pour les articles homonymes, voir Butler.
Matthew Calbraith Butler (8 mars 1836 -14 avril 1909) est un officier américain, procureur et politicien de Caroline du Sud. Il sert en tant que major général de l'armée confédérée pendant la guerre de Sécession. Après guerre il est sénateur des États-Unis pendant trois mandats, et major général de l'armée des États-Unis pendant la guerre hispano-américaine.

## Avant la guerre
Butler naît à Eagle's Crag près de Greenville, en Caroline du Sud, au sein d'une grande et célèbre famille de politiciens et de militaires. Son grand-père est le membre du Congrès des États-Unis William Butler (en). Sa mère, Jane Tweedy Perry de Rhode Island, est la sœur du contre-amiral Oliver Hazard Perry et de Matthew Calbraith Perry, qui est à l'origine du nom de Matthew Calbraith Butler. Son père, William Butler, Jr. (en), est un membre du Congrès au début de 1841.
Son oncle Andrew Butler (en) est un sénateur des États-Unis dans Caroline du Sud et son oncle Pierce Mason Butler est gouverneur de Caroline du Sud. Un des cousins germains de Matthew Butler est un membre du Congrès, Preston Brooks (en), qui agressa le sénateur Charles Sumner en 1856 avec une canne dans le Sénat. Il déclara que c'était parce que Sumner avait insulté le sénateur Andrew Butler, chez qui Matthew avait vécu pendant sa jeunesse. Deux cousins germains de Butler meurent prématurément, James Bonham (en) (tué lors de la bataille d'Alamo) et le général confédéré Milledge Luke Bonham.
En 1848, Butler part avec son père en Arkansas, mais revient en 1851 pour vivre avec son oncle, qui réside à Edgefield, en Caroline du Sud. Il reçoit une première éducation dans le lycée de la ville d'Edgefield, et ensuite va à l'université de Caroline du Sud, et est diplômé en 1856. Il étudie le droit, et est admis au barreau de l'État en 1857, et commence son activité d'avocat à Edgefield. Il est élu à la chambre des représentants de Caroline du Sud en 1860, mais démissionne en 1861 lorsque la guerre de Sécession commence.

## Mariage et famille
Le 25 février 1858, Butler se marie avec Maria Calhoun Pickens. Elle est la fille de Francis Wilkinson Pickens, qui a été élu gouverneur de l'État.

## Guerre de Sécession
Pendant la guerre de Sécession, Butler sert dans la cavalerie de l'armée de Virginie du Nord confédérée, dans la Hampton's Legion, atteignant le grade de capitaine le 12 juin 1861 et commandant le 21 juillet 1861. Quand le bataillon de cavalerie de la légion d'Hampton est agrégé avec le bataillon du 4th South Carolina et devient le 2nd South Carolina Cavalry le 22 août 1862, Butler en est élu colonel. Participant à la plupart des actions de la légion d'Hampton et du 2d South Cavalry Cavalry, Butler perd son pied droit à la suite d'un tir de fusil lors de la bataille de Brandy Station. Il atteint le grade de brigadier général en février 1864, et est cité comme le « général Butler » après la fin de la guerre.
Butler commande une brigade de la division de Wade Hampton du corps de cavalerie. Quand Hampton prend le commandement du corps, Butler devient commandant de division. À la fin de la guerre, il est transféré dans les Carolines avec le lieutenant général Hampton, commandant une division lors de la bataille de Bentonville. Le général Butler est une nouvelle fois blessé lors de cette action.

## Après la guerre
Financièrement ruiné à la suite de la guerre, Butler reprend sa carrière d'avocat à Edgefield. Il est élu à la chambre des représentants de Caroline du Sud au début de 1866. Il devient membre du parti démocrate et ne remporte pas l'élection de lieutenant gouverneur (en) en 1870 pendant la période de la Reconstruction.
En juillet 1876, Butler défend deux fermiers blancs au cours d'un procès lors de leur plainte contre le fait de s'être vus interdire le passage sur Main Street d'Hamburg, en Caroline du Sud (en), lorsque la section locale de la milice noire, faisant partie de la garde nationale, paradait pour l'« Independence Day ». Lors du procès, Butler demande que les membres de la milice présentent les armes pour lui, ce qu'ils refusent. Des centaines de paramilitaires blancs descendent en ville et attaquent l'armurerie, où la compagnie de la milice a trouvé refuge. Ils tuent deux affranchis dans la rue, dont le marshal de la ville, et plus tard assassinent cinq affranchis qu'ils avaient faits prisonniers. Un homme blanc avait été tué au début des coups de feu,.
En 1877, après le retrait des troupes fédérales à la suite du compromis national démocrate, la reconstruction se termine. Le parti démocrate reprend le contrôle de l'État lors des élections de 1876. La législature de l'État de Caroline du Sud élit Butler au Sénat des États-Unis. Il fait trois mandats au Sénat des États-Unis, de 1877 jusqu'à 1895, mais perd la primaire démocrate en 1894 face à Benjamin Tillman, qui est populaire après avoir été gouverneur.
Pendant qu'il est au Sénat, Butler travaille aux relations étrangères du Sénat, aux territoires, aux affaires militaires, aux affaires navales, au commerce entre États, au service civil (en) et dans les comités de réduction des dépenses.
Butler exerce, avec l'ancien général confédéré Charles M. Shelley, le droit à Washington, jusqu'en 1898, où il est nommé major général des volontaires des États-Unis lors de la guerre hispano-américaine. Il est un des rares anciens officiers confédérés à servir dans l'armée des États-Unis pendant cette campagne. Après la victoire américaine cette année là, il supervise l'évacuation des troupes espagnoles de Cuba. Il quitte honorablement l'armée américaine le 15 avril 1899. En 1899, le général Butler rejoint la commanderie de Pennsylvanie de l'ordre militaire des guerres étrangères (en).
En 1903, Butler est élu vice-président de la société historique du Sud (en). En 1904, il part pour le Mexique, où il devient président d'une compagnie minière. Étant veuf depuis plusieurs années après la mort de Maria, il se remarie en 1906 avec Nannie Whitman.
Ils retournent à Washington. Butler meurt là-bas en 1909 alors qu'il est en semi-retraite. Son corps est renvoyé à Edgefield, en Caroline du Sud, où il est enterré dans le cimetière de Willow Brook.
Le camp #232 Matthew C. Butler de la société de Caroline du Sud du Military Order of the Stars and Bars (en) est nommé en son honneur.